# 6273 Kiruna
6273 Kiruna (1992 ER31) là một tiểu hành tinh vành đai chính.